# Bilan hydraulique
Le bilan hydraulique exprime la conservation de l'énergie au sein d'un fluide incompressible en mouvement. Cette théorie s'applique en cas de continuité de la veine fluide.
Cette énergie nommée charge est l'addition de trois composantes :
- l'énergie potentielle (altitude)
- la pression
- l'énergie cinétique (vitesse)

Pression + altitude + vitesse = Charge du fluide
Le bilan s'établit entre deux points définis tels que :
Charge au point 1 = Charge au point 2

## Demi-formule
{\displaystyle {Z}+{\frac {P}{\rho g}}+\beta {\frac {V_{m}^{2}}{2g}}} = Charge du fluide

### Énergie potentielle
{\displaystyle Z\,} Elle est exprimée en mètres. 

### Pression
{\displaystyle {\frac {P}{\rho g}}}
Où :
{\displaystyle P} : pression en pascals (Pa)
{\displaystyle \rho } : masse volumique du fluide en kg m−3
{\displaystyle g} : accélération de la pesanteur m s−2

### Énergie cinétique
{\displaystyle \beta {\frac {{V_{m}}^{2}}{2g}}}
Où :
{\displaystyle V_{m}} : vitesse moyenne du fluide. En effet, du fait des frottements, la vitesse au centre d'une conduite, par exemple, est plus élevée que sur ses bords.
β : coefficient correcteur de Coriolis. Il est fonction du régime d'écoulement (voir Nombre de Reynolds).
β = 2 en régime laminaire
β = 1,22 en régime critique ou turbulent.

## Formule complète
Cas avec un écoulement de 1 vers 2 avec présence d'un organe tiers sur le segment étudié.
{\displaystyle {Z_{1}}+{\frac {P_{1}}{\rho g}}+{\beta {\frac {{V_{m1}}^{2}}{2g}}}+H={Z_{2}}+{\frac {P_{2}}{\rho g}}+{\beta {\frac {{V_{m2}}^{2}}{2g}}}+J}
{\displaystyle H\,} est la charge apportée au fluide par un organe tiers (pompe…).
{\displaystyle J\,}, les pertes de charges totales sur le segment étudié.